# Maudrich-Fachverlag
Wilhelm Maudrich ist ein österreichischer Fachbuchverlag. Er wurde 2006 von der Facultas Verlags- und Buchhandels AG übernommen und wird seit 2008 als Verlagsabteilung von Facultas geführt.
Das Fachsortiment wurde 1909 von Wilhelm Maudrich (sen) gegründet. Heute ist es spezialisiert auf Bücher der Medizin, Psychologie und die entsprechenden Grenzgebiete, Zeitschriften, Elektronische Medien des Bereichs Medizin, medizinische Lehrmittel; der Buchhandlung ist auch ein Antiquariat angeschlossen. Darüber hinaus besorgt die Buchhandlung Maudrich jedes lieferbare Buch.
1929 gründete Wilhelm Maudrich (jun) mit dem Werk von Lorenz Böhler Technik der Knochenbruchbehandlung einen Verlag für medizinische Wissenschaften.
In der Folge konnten viele Autoren – vor allem der Wiener Medizinischen Schule – gewonnen werden. Heute sind die Gebiete des Verlagsprogrammes weit gefächert:
Es erscheinen nachstehende Reihen:

"Die Weiße Reihe – erfolgreiche Lehrbücher der Medizin"
wendet sich mit einem umfassenden Programm sowohl an die Studenten der Medizin, als auch an praktische Ärzte, die sich einen Überblick über die verschiedenen Fachgebiete machen möchten.

Beiträge zur Anästhesiologie, Intensiv- und Notfallmedizin:
Herausgeber: Bergmann/Fitzal/List/Steinbereithner

Pflegewissenschaft heute:
Herausgeberin: Seidl

Maudrichs neuzeitliche Diätküche:
21 lieferbare Titel

Documenta Homoeopathica:
Herausgegeben vom Ludwig-Boltzmann-Institut für Homöopathie und der Österreichischen Gesellschaft für Homöopathische Medizin.
Neben der evidenzbasierten Medizin sind Schwerpunkte des Verlages die Akupunktur, die Geschichte der Medizin, Lehrbücher für Pflegekräfte und populärwissenschaftliche Ratgeber.